# Lista das canções participantes do Festival Eurovisão da Canção 2012
Esta é a lista das canções participantes no Festival Eurovisão da Canção 2012.
| País                 | Língua           | Artista                | Música                                 | Título em Português              |
| -------------------- | ---------------- | ---------------------- | -------------------------------------- | -------------------------------- |
| Albânia              | Albanês          | Rona Nishliu           | "Suus"1                                | "Pessoal"                        |
| Alemanha             | Inglês           | Roman Lob              | "Standing Still"                       | "Ainda de Pé"                    |
| Áustria              | Alemão2          | Trackshittaz           | "Woki mit deim Popo"                   | "Mexe esse rabo"                 |
| Azerbaijão           | Inglês           | Sabina Babayeva        | "When The Music Dies"                  | "Quando a música morre"          |
| Bélgica              | Inglês           | Iris                   | "Would You?"                           | "Poderias tu?"                   |
| Bielorrússia         | Inglês           | Litesound              | "We Are The Heroes"                    | "Nós somos os Heróis"            |
| Bósnia e Herzegovina | Bósnio           | MayaSar                | "Korake ti znam"                       | "Eu conheço os teus passos"      |
| Bulgária             | Búlgaro3         | Sofi Marinova          | "Love Unlimited"                       | "Amor Ilimitado"                 |
| Chipre               | Inglês           | Ivi Adamou             | "La La Love"                           | "La La Amor"                     |
| Croácia              | Croata           | Nina Badrić            | "Nebo"                                 | "Paraíso"                        |
| Dinamarca            | Inglês           | Soluna Samay           | "Should've Known Better"               | "Deveria ter conhecido melhor"   |
| Eslováquia           | Inglês           | Max Jason Mai          | "Don't Close Your Eyes"                | "Não feches os teus olhos"       |
| Eslovénia            | Esloveno         | Eva Boto               | "Verjamem"                             | "Eu acredito"                    |
| Espanha              | Espanhol         | Pastora Soler          | "Quédate conmigo"                      | "Fica comigo"                    |
| Estónia              | Estônio          | Ott Lepland            | "Kuula"                                | "Ouve"                           |
| Finlândia            | Sueco            | Pernilla Karlsson      | "När jag blundar"                      | "Quando eu fecho os meus olhos"  |
| França               | Francês, Inglês  | Anggun                 | "Echo (You and I)"                     | "Echo (Tu e eu)"                 |
| Geórgia              | Inglês,Géorgio   | Anri Jokhadze          | "I'm a Joker"                          | "Sou um Palhaço"                 |
| Grécia               | Inglês           | Eleftheria Eleftheriou | "Aphrodisiac"                          | "Afrodisíaco"                    |
| Hungria              | Inglês           | Compact Disco          | "Sound of Our Hearts"                  | "O som dos nossos corações"      |
| Irlanda              | Inglês           | Jedward                | "Waterline"                            | "Linha de Água"                  |
| Islândia             | Inglês           | Gréta Salóme & Jónsi   | "Never Forget"                         | "Nunca te esqueças"              |
| Israel               | Inglês, Hebraico | Izabo                  | "Time"                                 | "Tempo"                          |
| Itália               | Inglês, Italiano | Nina Zilli             | "L'amore è femmina"                    | "O amor é mulher (Fora do Amor)" |
| Letónia              | Inglês           | Anmary                 | "Beautiful Song"                       | "Música Bonita"                  |
| Lituânia             | Inglês           | Donny Montell          | "Love Is Blind"                        | "O amor é cego"                  |
| Macedónia do Norte   | Macedônio        | Kaliopi                | "Crno i belo" (Црно и бело)            | Preto e Branco                   |
| Malta                | Inglês           | Kurt Calleja           | "This Is The Night"                    | "Esta é a noite"                 |
| Moldávia             | Inglês4          | Pasha Parfeny          | "Lăutar"                               | -                                |
| Montenegro           | Inglês           | Rambo Amadeus          | "Euro Neuro"                           | —                                |
| Noruega              | Inglês           | Tooji                  | "Stay"                                 | "Fica"                           |
| Países Baixos        | Inglês           | Joan Franka            | "You and Me"                           | "Tu e Eu"                        |
| Portugal             | Português        | Filipa Sousa           | "Vida Minha"                           | -                                |
| Reino Unido          | Inglês           | Engelbert Humperdinck  | "Love Will Set You Free"               | "O amor libertar-te-á"           |
| Roménia              | Espanhol, Inglês | Mandinga               | "Zaleilah"                             | —                                |
| Rússia               | Udmurte, Inglês  | Buranovskiye Babushki  | "Party for Everybody"                  | "Festa para Todos"               |
| San Marino           | Inglês5          | Valentina Monetta      | "The Social Network Song"              | "A canção da Rede Social"        |
| Sérvia               | Sérvio           | Željko Joksimović      | "Nije Ljubav Stvar" (Није љубав ствар) | "O amor não é um objeto"         |
| Suécia               | Inglês           | Loreen                 | "Euphoria"                             | "Euforia"                        |
| Suíça                | Inglês           | Sinplus                | "Unbreakable"                          | "Inseparável"                    |
| Turquia              | Inglês           | Can Bonomo             | "Love Me Back"                         | "Ama-me de novo"                 |
| Ucrânia              | Inglês           | Gaitana                | "Be My Guest"                          | "Sê o meu Convidado"             |

1.↑ Mesmo que a música seja completamente em Albanês, o título é em Latim.
2.↑  A entrada austríaca será cantada Mühlviertlerisch, um dialeto da Alta Áustria.
3.↑  A música tem versos em Árabe, Azeri, Espanhol, Francês, Grego, Italiano, Romani, Servio-Croata e Turco.
4.↑  Mesmo sendo cantada totalmente em Inglês, o título é em Romeno.
5.↑  contém algumas frases em Italiano.